# Tiotepa
N,N'N''-trietilenetiofosforamide (Tio-TEPA o tiotepa, Thiotepa in inglese) è un alchilante usato in oncologia.
Tiotepa è un composto organofosforico con formula SP(NC2H4)3. È un analogo del N,N',N''- trietilenefosforamide (TEPA). La molecola si caratterizza come un fosforo tetraedrico, strutturalmente simile al gruppo fosfato. È derivato dall'aziridina e dal cloruro di tiofosforile.

## Storia
L'alchilante Tiotepa è stato sviluppato dalla compagnia statunitense American Cyanamid al principio degli anni cinquanta del 1900. La prima menzione del prodotto risale al 1953, seppur fosse già stato citato nel brevetto US 2670347 A "Thiophosphoric acid derivatives and method of preparing the same" della Cyanamid. L'utilizzo massiccio come agente anti-tumorale cominciò soltanto negli anni sessanta.

A partire dalla metà degli anni novanta, l'American Cyanamid Co. ha sperimentato nuove metodologie di produzione (v. brevetti US 4918199 e US 5561121).
Tiotepa è stato designato farmaco orfano dall'Agenzia europea per i medicinali (EMA) il 29 gennaio 2007 e dalla US Food and Drug Administration (FDA) il 2 aprile 2007 per il trattamento di condizionamento prima del Trapianto di cellule staminali ematopoietiche. La sottomissione delle domande per il riconoscimento dello status di farmaco orfano è stata curata dalla compagnia ADIENNE Pharma & Biotech, proprietaria del farmaco TEPADINA (INN: tiotepa).

## Utilizzo
Tiotepa è indicato, in combinazione con altri farmaci chemioterapici:
- con o senza Radiazione corporea totale (TBI), come trattamento di condizionamento precedente al trapianto autologo o allogenico di cellule emopoietiche progenitrici (HPCT) nelle malattie ematologiche, in pazienti adulti e pediatrici;
- quando è appropriata una chemioterapia ad alte dosi con supporto HPCT, per il trattamento dei tumori solidi, in pazienti adulti e pediatrici.

Tiotepa era stato precedentemente utilizzato come palliativo nel trattamento di diverse neoplasie. I risultati più consistenti sono stati osservati nella cura dell'adenocarcinoma toracico, dell'adenocarcinoma ovarico, del carcinoma superficiale alla vescica urinaria e nel trattamento di controllo delle effusioni intracavitarie provocate dalle neoplasie stesse.
Il profilo tossicologico di Tiotepa manifesta gli effetti collaterali tipici della mielosoppressione. Comuni complicanze provocate da una terapia eccessivamente prolungata sono la depressione del midollo osseo, con conseguente manifestarsi di leucopenia, piastrinopenia ed anemia. Tutti questi eventi avversi sono però da considerarsi quale normale conseguenza del regime di condizionamento e del successivo trapianto di cellule staminali.